# Lucien Simon
Lucien Joseph Simon (Paris, 18 de julho de 1861 - Combrit, 13 de outubro de 1945) foi um pintor e professor francês. 

## Infância e educação
Simon nasceu em Paris. Depois de se formar no Lycée Louis-le-Grand, estudou pintura no estúdio de Jules Didier, depois de 1880 a 1883 na L'Académie Julian.

## Carreira
Expôs no Salon des Artistes Francais de 1891 e no Salon de la Société Nationale des Beaux-Arts. 
Em 1891, ele se casou com a pintora Jeanne Dauchez, irmã de André Dauchez (1870-1948), e ficou apaixonado pelo cenário e pela vida camponesa de sua terra natal, Bretanha. 
Em 1895, ele conheceu Charles Cottet e tornou-se membro de seu Bande noire ou "Nubians", junto com Dauchez, Xavier Prinet (1861-1946), Edmond Aman-Jean (1858-1936) e René Ménard (1862-1930), empregando os princípios do impressionismo, mas em tons mais escuros.
Ele foi um dos professores fundadores da Academia de la Grande Chaumière de Martha Stettler e Alice Dannenberg em 1902. Ele também ensinou na Académie Colarossi na mesma época, além de receber alunos particulares. 
Ensinou na École Nationale des Beaux-Arts de 1923 e elegeu para a Académie des Beaux-Arts em 1929, cargo que ocupou por 13 anos.
Em 1937, ganhou o Primeiro Prêmio na "Exposição Universal de Paris" por seu trabalho no pavilhão do Luxemburgo. 
Paul Simon (1892–1979), filho de Lucien e Jeanne (que também era pintor), foi um notável escultor de animais.
Um retrato de Lucien Simon, pintado por Charles Cottet em 1907, está no Museu de Orsay, em Paris.
Ele morreu em 1945. Em 2002, houve uma exposição na Galerie Philippe Heim, em Paris, dedicada ao trabalho de Paul, Lucien e Jeanne Simon.

## Pinturas selecionadas

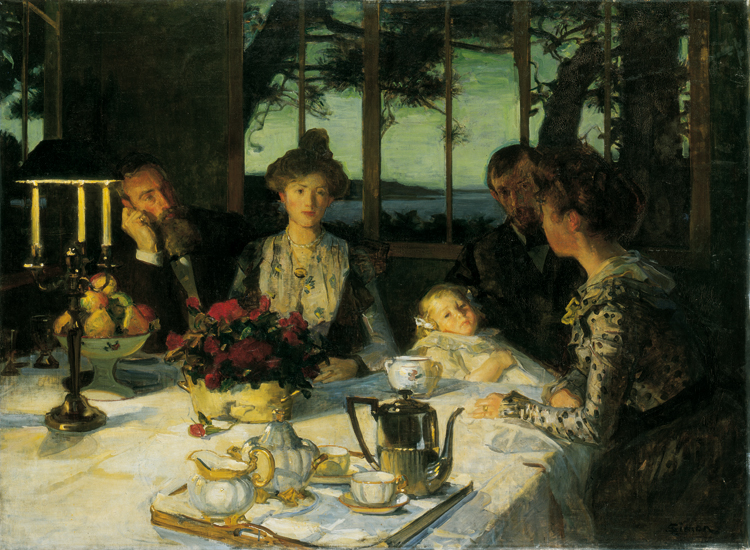
Fin de repas para Kergaït (1901)
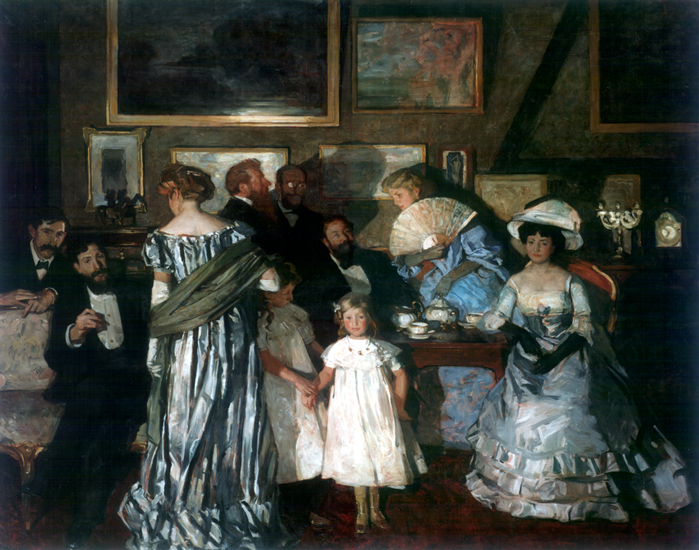
Reunião do Atelier (1904)
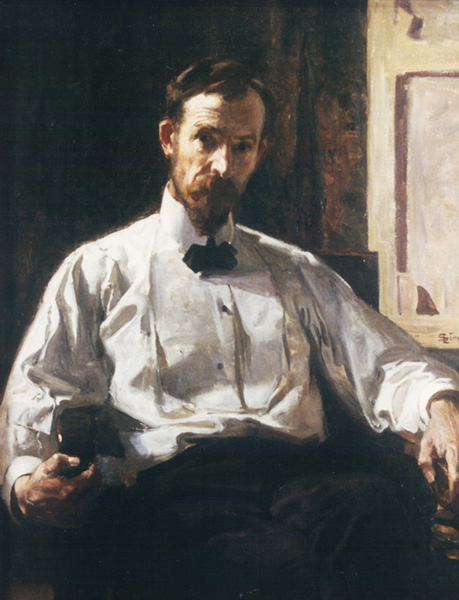
Um auto-retrato de 1908
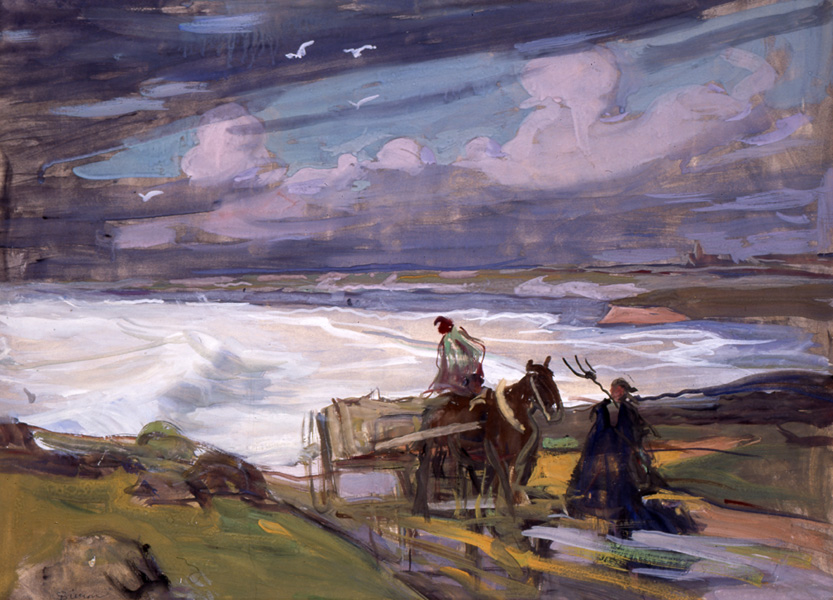
Ramassage du goémon (1924)
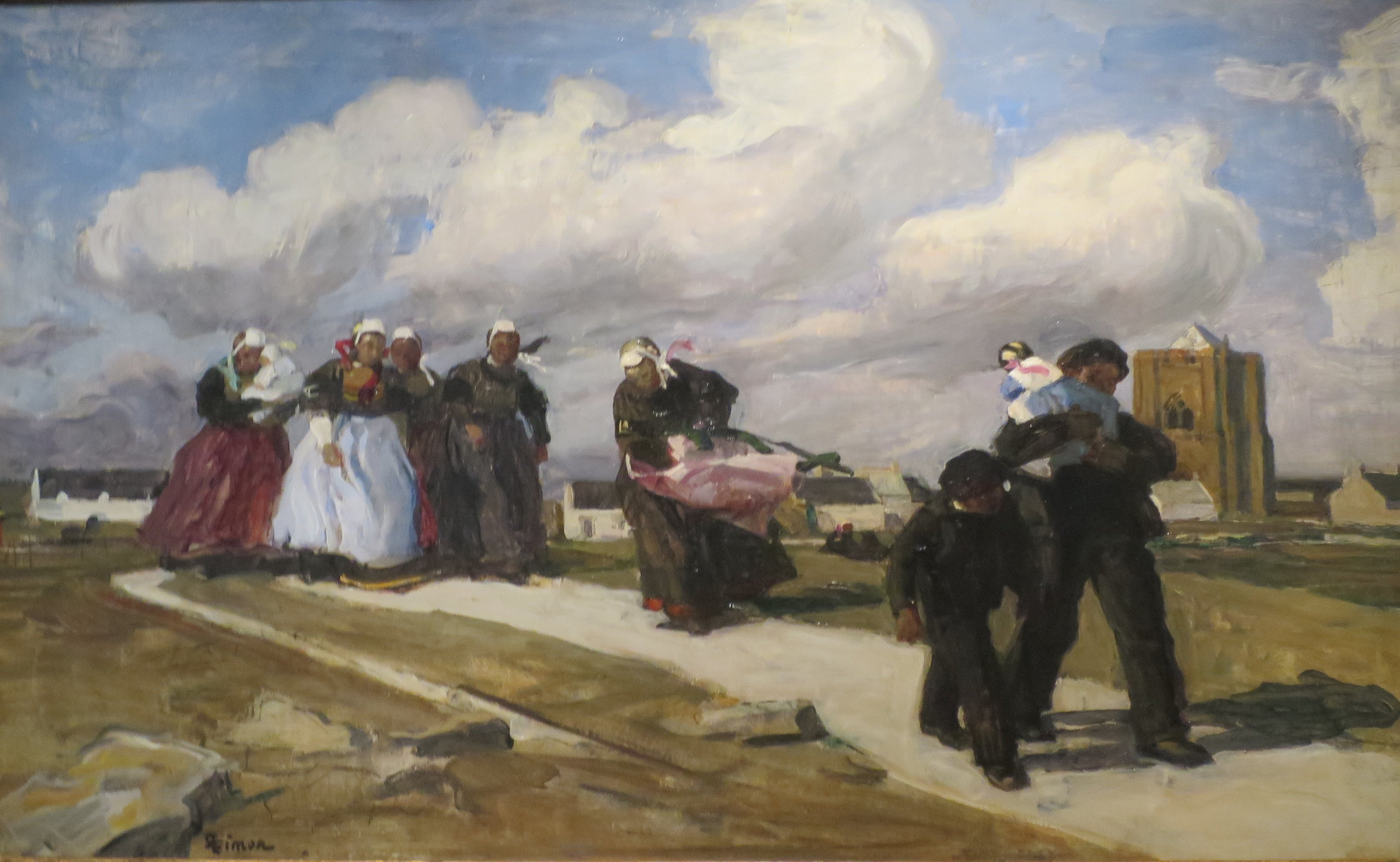
Uma rajada de vento no Museu Pushkin
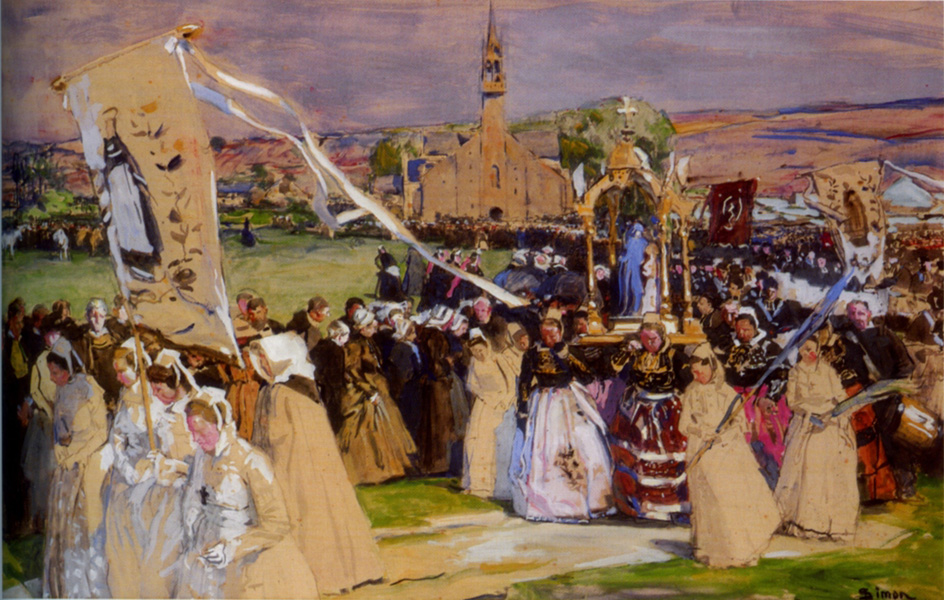
Procissão de perdão de Sainte-Anne-la-Palud
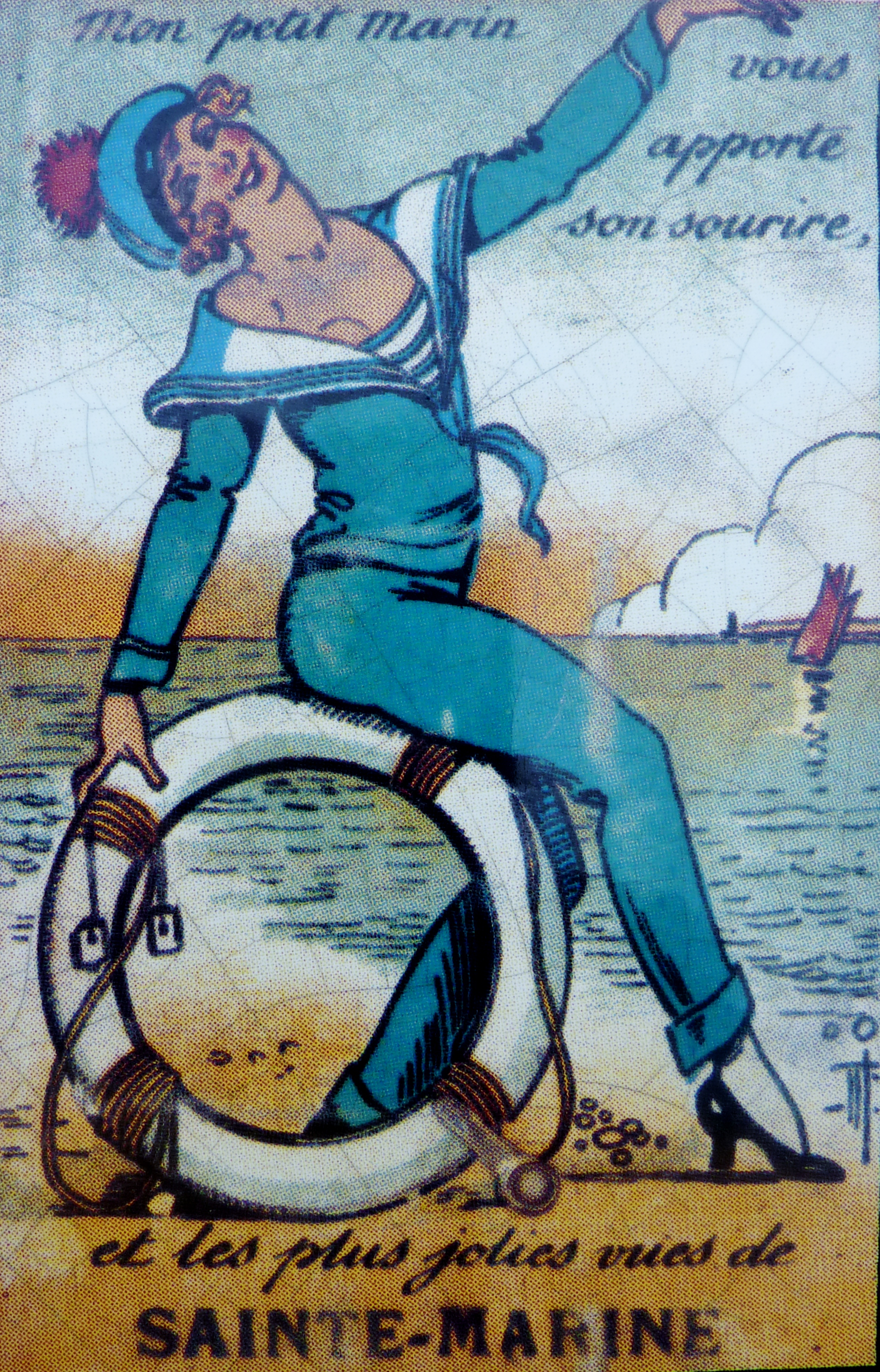
Um velho cartaz turístico Sainte-Marine